# Семиковцы
Семиковцы (укр. Семиківці) — село в Золотниковской сельской общине Тернопольского района Тернопольской области Украины.
До 2020 года входило в Теребовлянский район.
Население по переписи 2001 года составляло 241 человек. Занимает площадь 1,605 км². Почтовый индекс — 48111. Телефонный код — 3551.